# 索科洛瓦
49°34′0″N 27°53′52″E / 49.56667°N 27.89778°E
索科洛瓦（烏克蘭語：Соколова）是位於烏克蘭西南部文尼察州裏赫米利尼克區的村莊，面積1.8平方公里，海拔高度272米，2001年人口790，人口密度每平方公里438.89人。